# 性別自決法 (德國)

歐洲允許性別自我認定的國家

關於性別登記自我決定的法案（德語：Gesetz über die Selbstbestimmung in Bezug auf den Geschlechtseintrag，簡稱SBGG），亦非正式地稱為自我決定法案（德語：Selbstbestimmungsgesetz），旨在使德國的跨性別、雙性人與非二元性別者更容易更改其法律性別登記與名字。
該法律的草案自2023年5月起即已公開。經詳細修訂後，政府於2023年8月23日正式通過草案。經進一步修改後，該法於2024年4月12日由德國聯邦議會通過，並於5月17日獲德國聯邦參議院審議通過。隨後於2024年6月21日公布於聯邦法律公報，並自2024年11月1日生效。
根據該法規定，只需於戶籍登記處(Standesamt)提出聲明即可更改性別登記及名字；但須遵守三個月的冷靜期。在SBGG下，性別肯認醫療 (性別肯定激素治療或性別肯定手術)既無規定，也非強制。
隨著自我決定法案於2024年11月1日生效，原先規定更改性別登記與姓名時須經複雜專家程序及司法認可的性別變更法(Transsexuals Act)(德國)（TSG）被廢止。同時，也取代了先前第三性法(德國)僅允許雙性人依法選擇第三、非二元性別的主要條款。

## 詳細內容
2023年8月23日政府草案版本的SBGG對跨性別與雙性人規範做了標準化。更改性別登記和名字僅需向戶籍登記處聲明（第2條第1款），並保證所選性別登記或名字最符合法定性別認同（第2條第2款、4款）。未滿14歲之未成年人應由法定代理人聲明（第3條第2款）；14歲以上未成年人則需法定代理人（或家庭法院）同意（第3條第1款）。依草案，必須提前三個月通知戶籍登記處（第4條）。變更後須有一年冷卻期（第5條）。持有舊姓名或舊性別證件者可申請重新發證（第10條）。
住宿規定（第6條第2款）與體育（第6條第3款）應與性別登記無關。醫療措施亦不在SBGG規範範圍內（第6條第4款）。
若宣布緊急狀態或防衛狀態，在「持武器服役」（兵役）方面則以原男性身份為準（第9條）。若在防衛狀態建立前最早兩個月內曾申報性別變更，亦適用此規則。
SBGG設有資訊封鎖條款，禁止公開或調查他人既往性別登記及姓名（第13條）。如涉及「特殊公共利益理由」如刑事偵查等，此禁令可例外適用（第13條第1款第3項）。任何違反此封鎖令並故意損害他人者，應處以最高 €10,000之罰款（第14條）。
聯邦政府須於五年內檢討本法並向聯邦議會提交報告。

## 立法歷程
該法由進步的紅綠燈聯盟提出，並於2024年4月12日在德國聯邦議會表決通過，結果為贊成372票、反對251票、棄權11票、缺席100票。
2024年5月17日，該法案經德國聯邦參議院通過。將案交協調委員會（Vermittlungsausschuss）的動議未獲多數支持。
2024年6月21日，該法公布於德國聯邦法律公報，11月1日正式生效。

## 批評
酷兒團體批評最終草案設立三個月冷靜期，這在先前的TSG及第45b條並未設有。此外，對於設有監護人（如因殘疾）的跨性別者，草案未允許其自我認定。酷兒身障者協會「Queer Handicap」主張，監護人應為避免被利用而設立，不應成為阻止跨性別出櫃的理由。
2024年6月13日，聯合國暴力侵害婦女問題特別報告員 Reem Alsalem批評本法案，指目前保護婦女及女孩免受男性施暴者傷害的措施不足，且強調14歲以上未成年人無需法定代理人同意即可更改性別登記。她也指出，資訊封鎖條款（禁止揭露過往性別或舊姓名）可能侵犯言論自由。對此，德國聯邦政府否認有關指控。 長期以來，酷兒組織批評Alsalem濫用其職權推動反跨性別政策。 2023年，國際婦女權利組織發展婦女權利協會（AWID）發出公開信，嚴厲指控Alsalem：「這位聯合國特別報告員正在濫用其職權，推動歧視跨性別者的政策，並無視既有的人權原則。」 該信由數百個婦女及LGBTI組織聯署，包括德國婦女協會全國理事會及ILGA World等。

## 聯邦法律公報公布法律之圖集

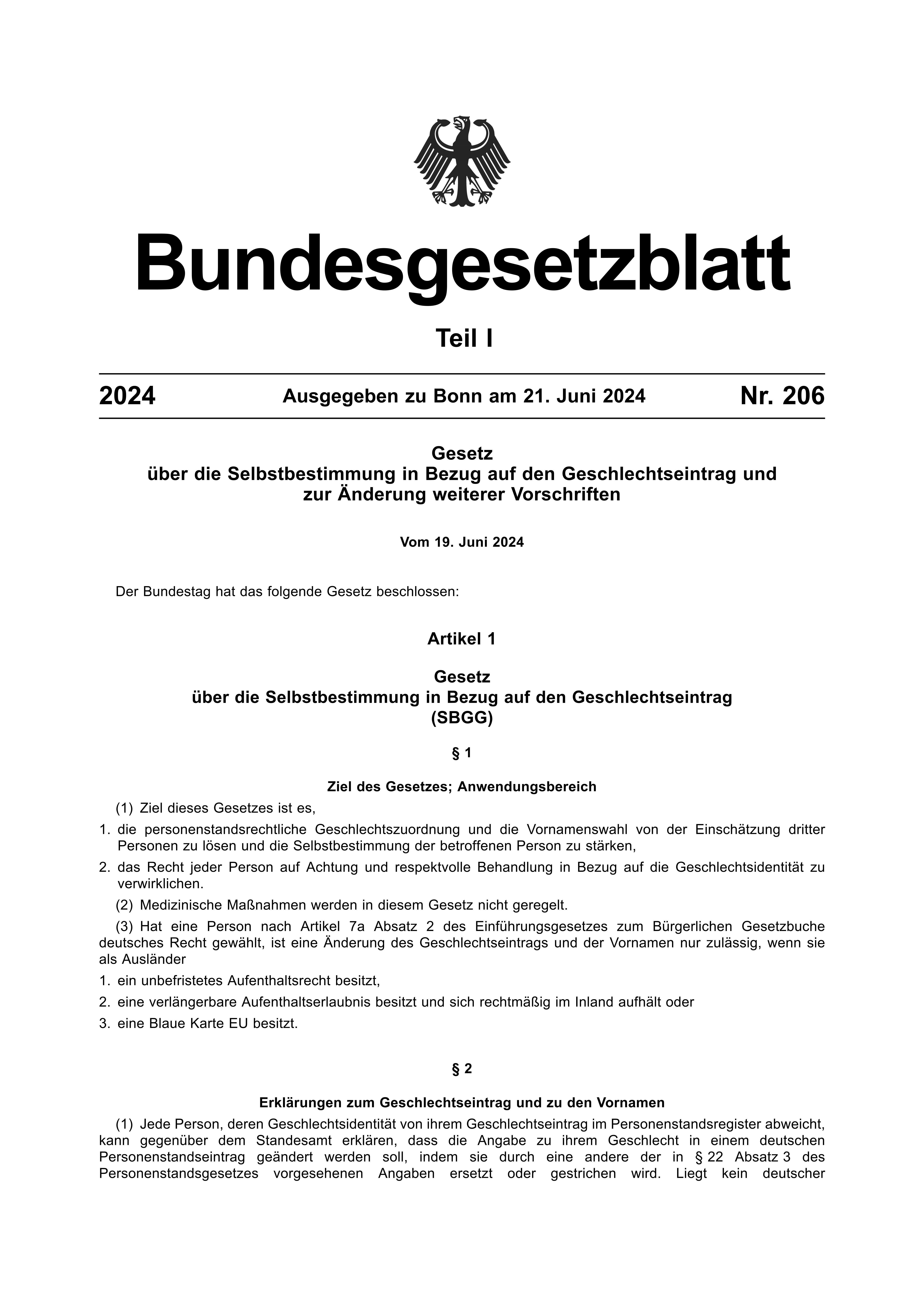
Page 1
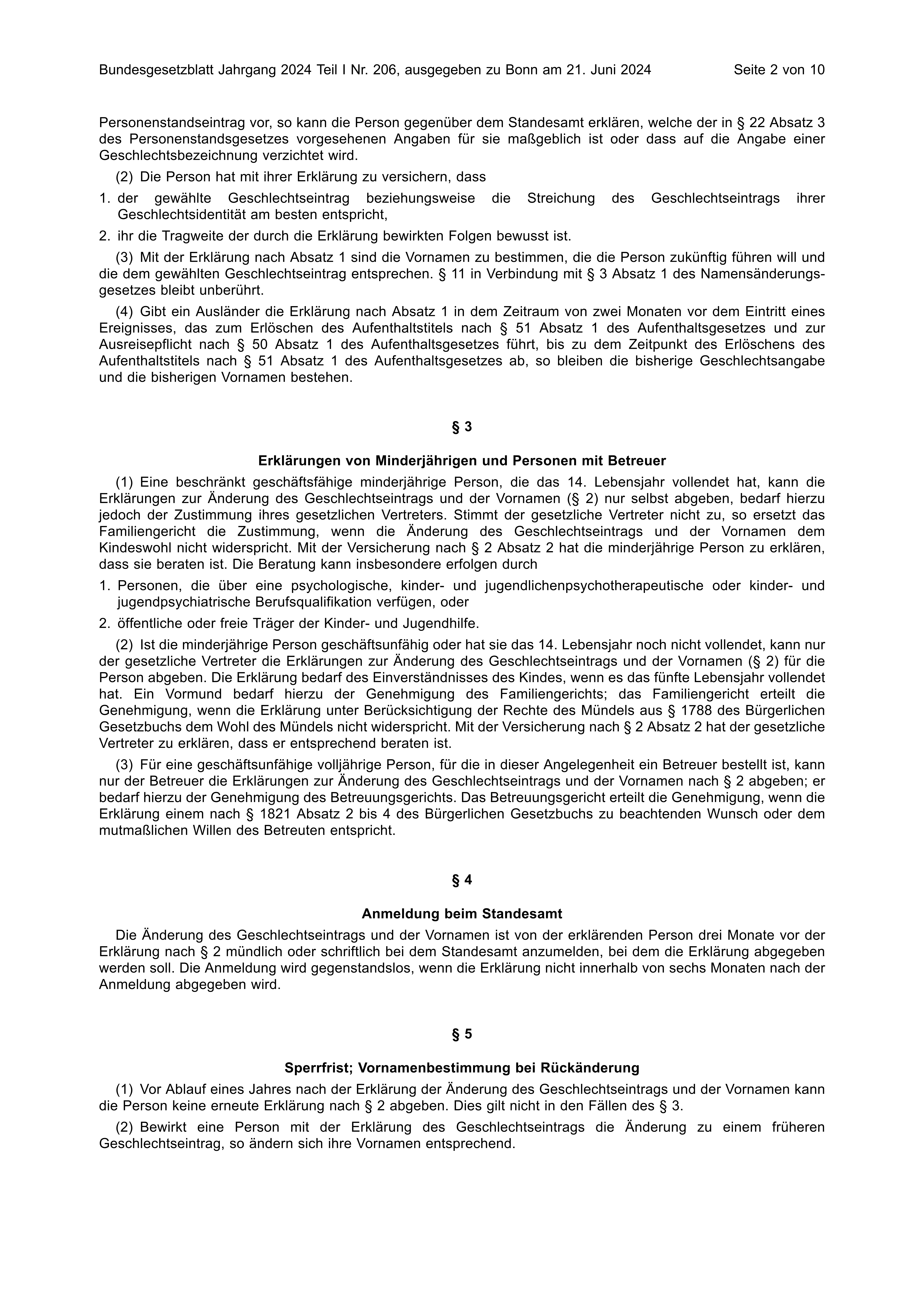
Page 2
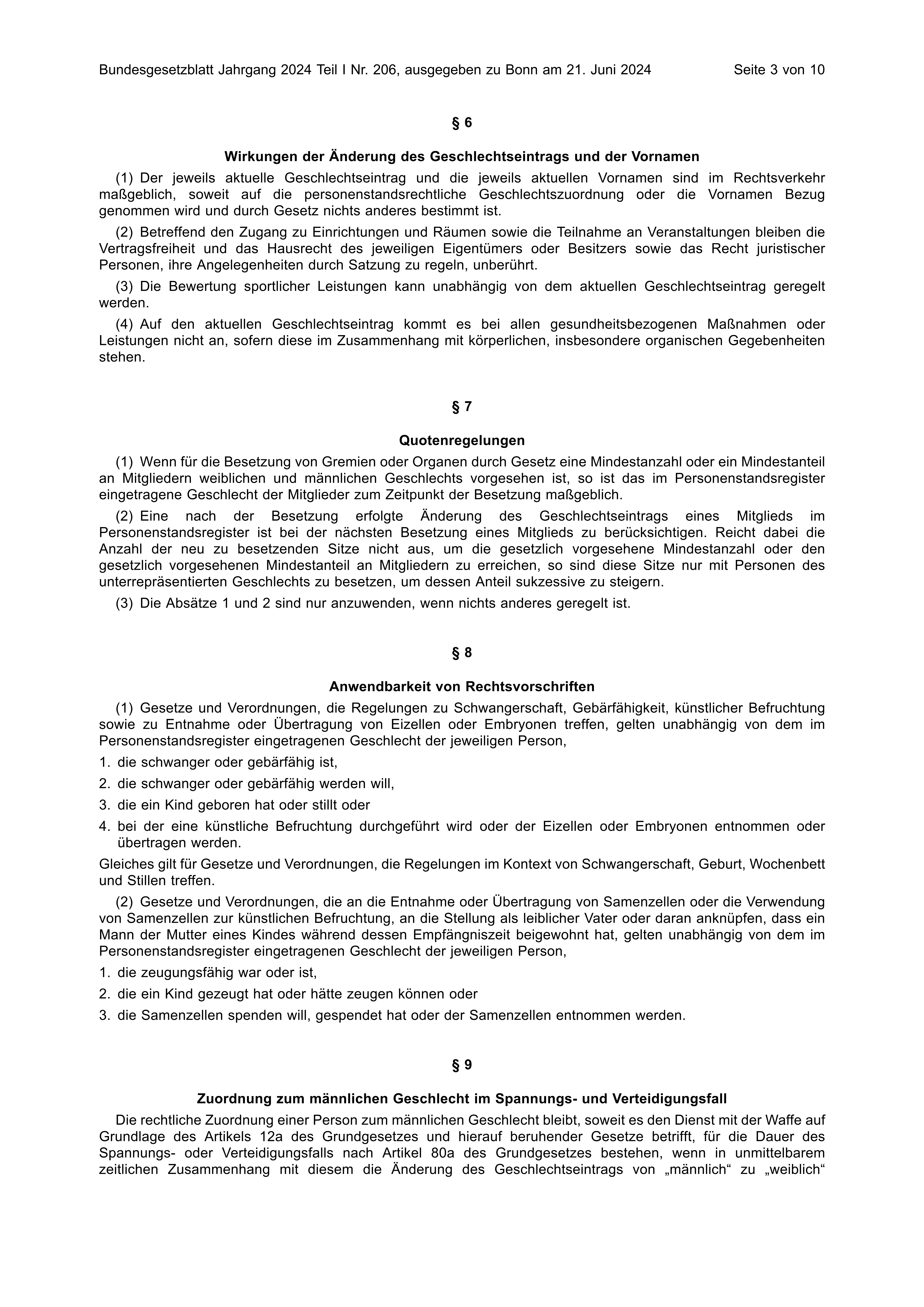
Page 3
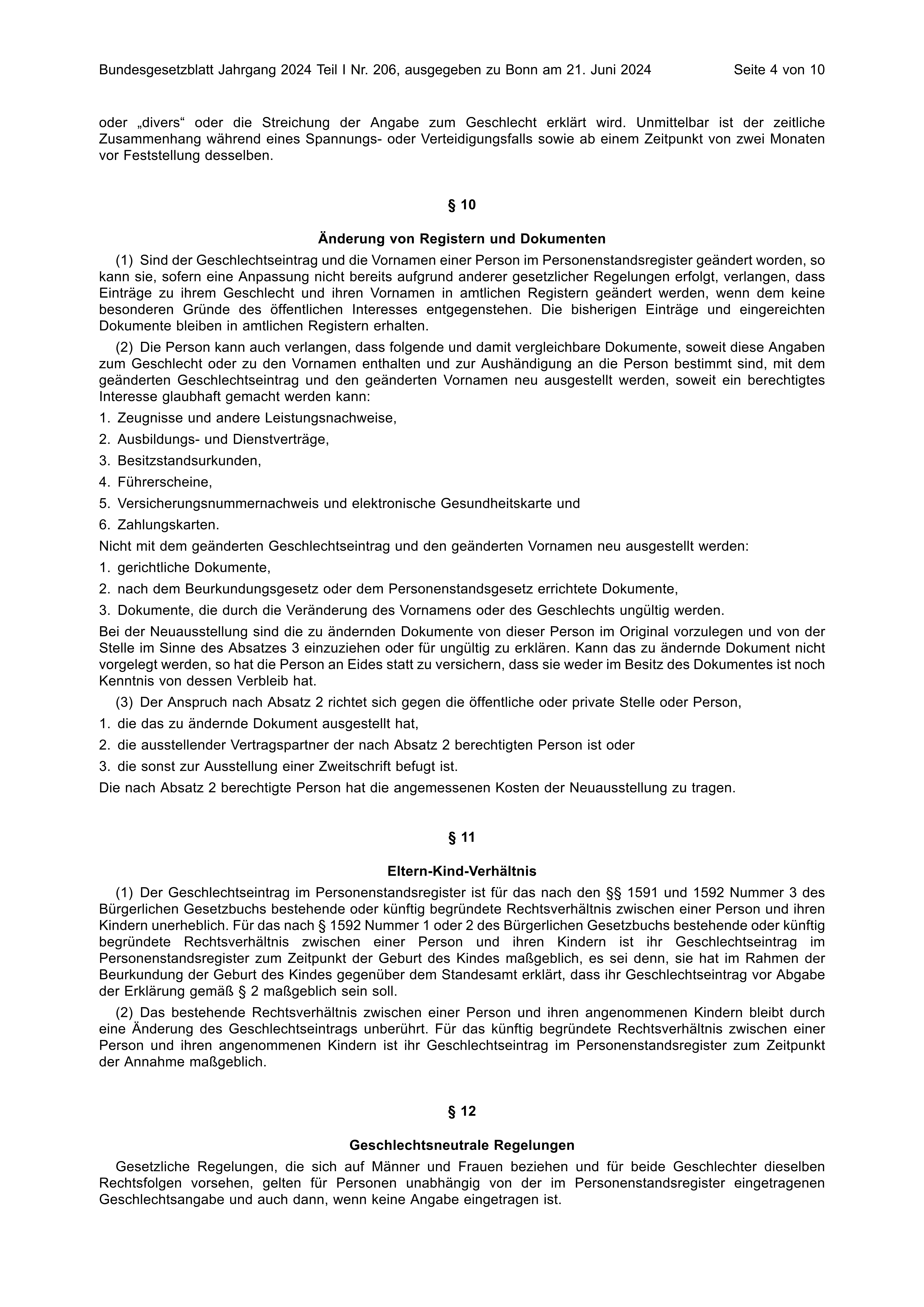
Page 4
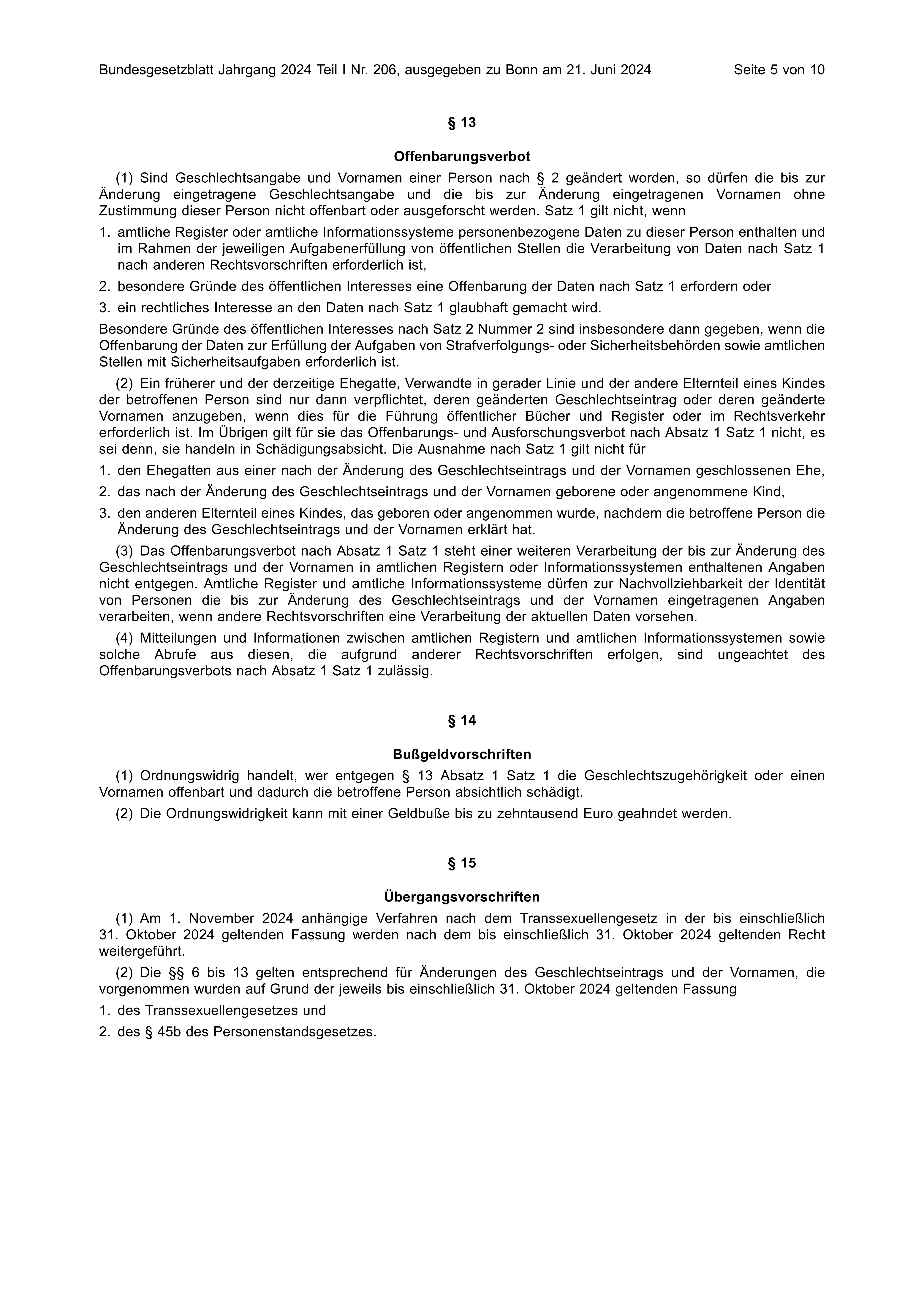
Page 5
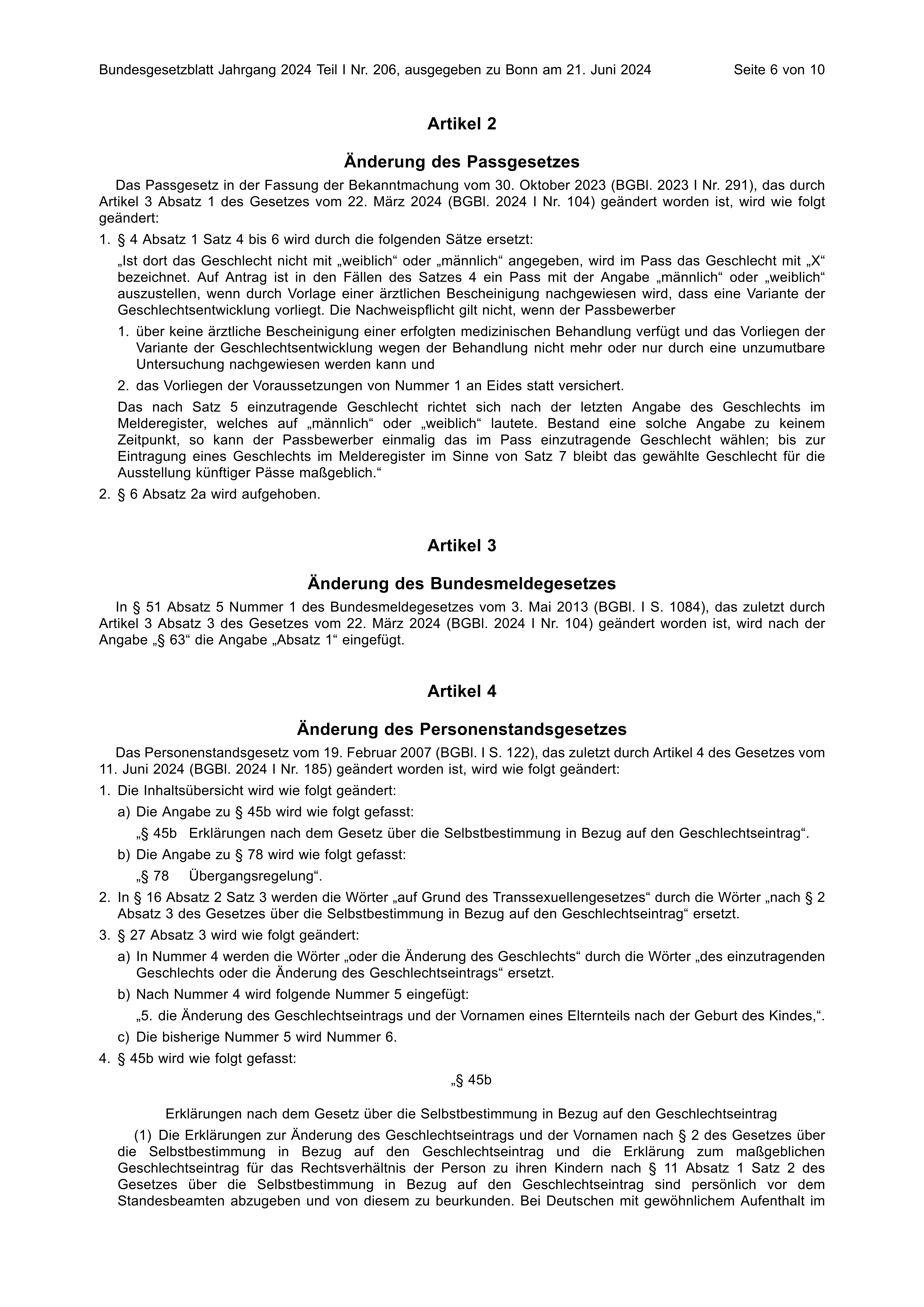
Page 6
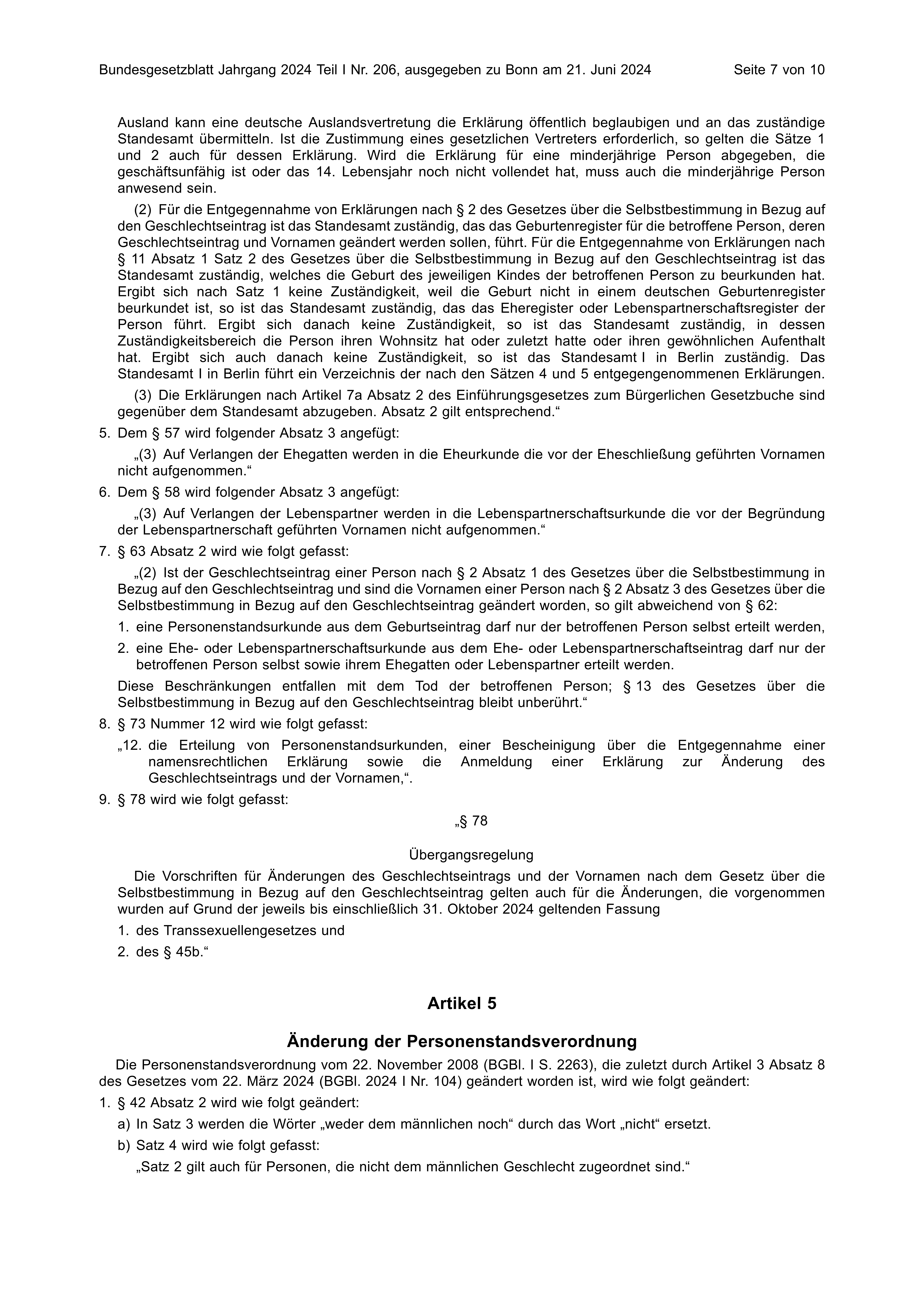
Page 7
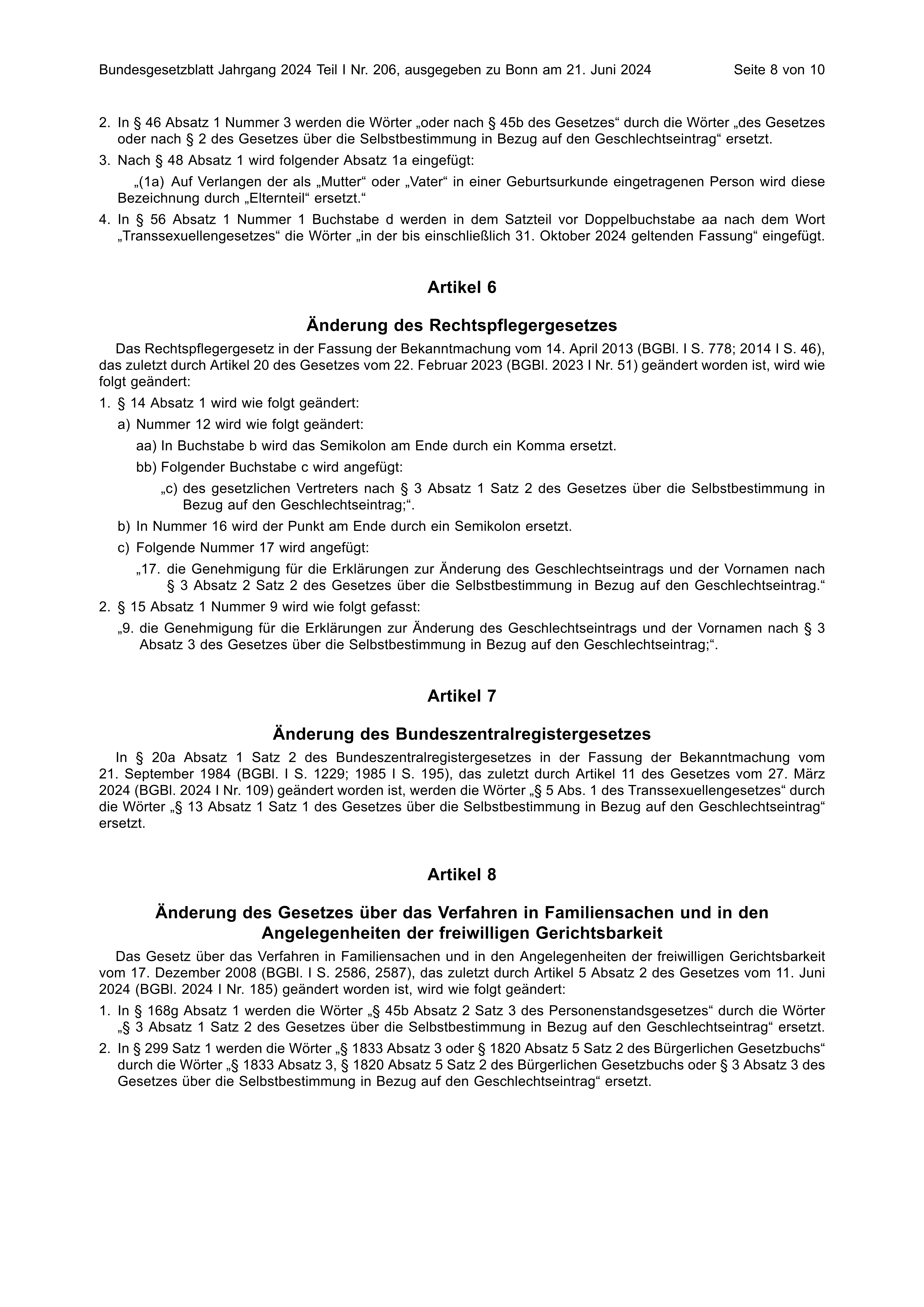
Page 8
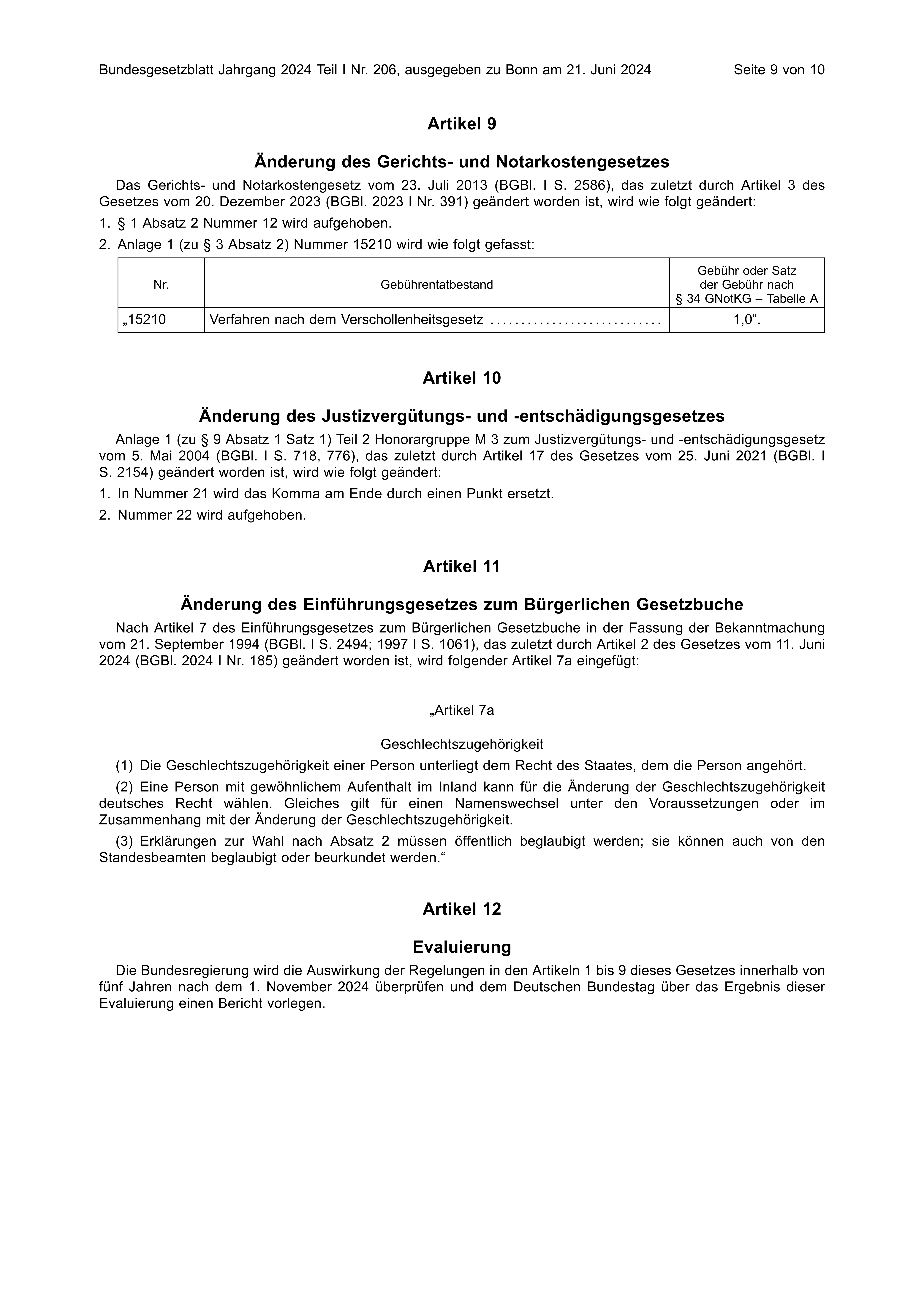
Page 9
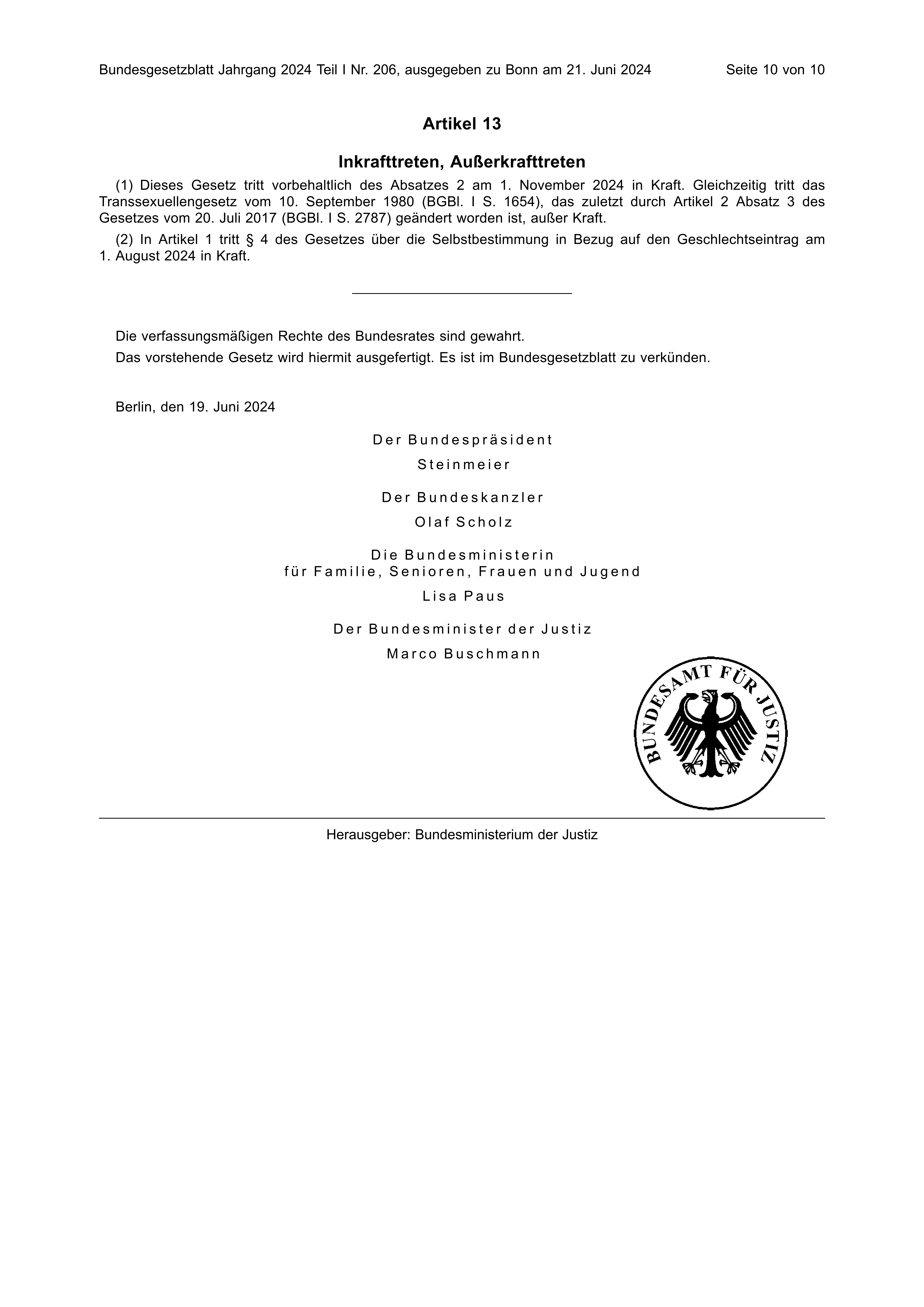
Page 10

## 外部連結
- sbgg.jetzt （页面存档备份，存于）